# John Stodart Kennedy
John Stodart Kennedy (19 mai 1912 - 4 février 1993) est un entomologiste britannique d'origine américaine,.

## Biographie
Kennedy est né à Titusville, Pennsylvanie, États-Unis, fils unique de James John Stodart Kennedy, un ingénieur ferroviaire anglo-écossais, et de sa femme américaine, Edith Roberts Lammers. Après avoir vécu dans plusieurs parties du monde, la famille retourne au Royaume-Uni après la Première Guerre mondiale, où John fréquente la Westminster School et étudie l'entomologie à l'Imperial College de Londres, qu'il quitte en faveur de l'University College de Londres,.
Pendant la Seconde Guerre mondiale, il travaille dans un bureau colonial organisant le dépoussiérage des cultures dans le cadre d'une campagne anti-acridienne. Après la guerre, il travaille pendant une vingtaine d'années dans l'unité ARC à Cambridge, période pendant laquelle il rencontre et épouse la biologiste marine Claudette Bloch (née Raphaël), mère de Maurice Bloch, avant de retourner en 1967 à l'Imperial College en tant que professeur de comportement animal.
Kennedy est élu membre de la Royal Society en 1965. Il reçoit la Médaille linnéenne en 1984 par la Linnean Society de Londres. En 2009, un bâtiment érigé sur le campus Silwood de l'Imperial College porte son nom. Ses papiers se trouvent dans les archives de l'Imperial College London, Archives and Corporate Records Unit.